# Fed Cup 2012 – baráž 1. skupiny zóny Evropy a Afriky
Baráž 1. skupiny zóny Evropy a Afriky ve Fed Cupu 2012 představovala sedm vzájemných utkání týmů, které obsadily stejné pořadí v blocích A, B, C a D. Dva vítězové zápasu družstev z prvních příček bloků postoupili do baráže o účast ve Světové skupině II pro rok 2013. Družstva, která se umístila na druhém a třetím místě tří bloků spolu sehrála zápas o konečnou 5. až 11. pozici. Poslední týmy bloků nastoupily k utkání, z nichž poražení sestoupily do 2. skupiny zóny Evropy a Afriky pro rok 2013. 
Hrálo se 4. a 5. února 2012 v areálu oddílu Municipal Tennis Club v izraelském Ejlatu, venku na tvrdém povrchu. 

## Pořadí týmů
| Poř. | Blok A    | Blok B              | Blok C         | Blok D      |
| ---- | --------- | ------------------- | -------------- | ----------- |
| 1.   | Rakousko  | Švédsko             | Velká Británie | Polsko      |
| 2.   | Bulharsko | Maďarsko            | Portugalsko    | Rumunsko    |
| 3.   | —         | Bosna a Hercegovina | Izrael         | Chorvatsko  |
| 4.   | Estonsko  | Řecko               | Nizozemsko     | Lucembursko |

## Zápasy o postup
Vítězné týmy bloků sehrály zápasy o postup do baráže Světové skupiny II.

### Rakousko vs. Velká Británie
| | Rakousko | 0 :                                                                           | 2    | Velká Británie |    |            |
| --- | -------- | ----------------------------------------------------------------------------- | ---- | -------------- | -- | ---------- |
| Municipal Tennis Club, Ejlat, Izrael 4. února 2012 tvrdý (venku) |          |                                                                               |      |                |    |            |
| \| \| \| \| 1. \| 2. \| 3. \| \| \| -- \| \| ----------------------------------------------------------------------------- \| ---- \| --- \| -- \| ---------- \| \| 1. \| \| Patricia Mayrová-Achleitnerová Anne Keothavongová \| 65 7 \| 3 6 \| \| \| \| 2. \| \| Tamira Paszeková Elena Baltachová \| 1 6 \| 4 6 \| \| \| \| 3. \| \| Sandra Klemenschitsová / Tamira Paszeková Laura Robsonová / Heather Watsonová \| \| \| \| nehrálo se \| \| \| \| \| \| \| \| \| \| \| \| \| \| \| \| \| \| \| \| \| \| \| \| \| \| \| \| \| \| \| \| \| \| \| \| \| \| \| \| \| |          |                                                                               |      |                |    |            |
| |          |                                                                               | 1.   | 2.             | 3. |            |
| 1. |          | Patricia Mayrová-Achleitnerová Anne Keothavongová                             | 65 7 | 3 6            |    |            |
| 2. |          | Tamira Paszeková Elena Baltachová                                             | 1 6  | 4 6            |    |            |
| 3. |          | Sandra Klemenschitsová / Tamira Paszeková Laura Robsonová / Heather Watsonová |      |                |    | nehrálo se |
| |          |                                                                               |      |                |    |            |
| |          |                                                                               |      |                |    |            |
| |          |                                                                               |      |                |    |            |
| |          |                                                                               |      |                |    |            |
| |          |                                                                               |      |                |    |            |

### Švédsko vs. Polsko
| | Švédsko | 2 :                                                                        | 1   | Polsko |    |  |
| --- | ------- | -------------------------------------------------------------------------- | --- | ------ | -- |  |
| Municipal Tennis Club, Ejlat, Izrael 4. února 2012 tvrdý (venku) |         |                                                                            |     |        |    |  |
| \| \| \| \| 1. \| 2. \| 3. \| \| \| -- \| \| -------------------------------------------------------------------------- \| --- \| --- \| -- \| \| \| 1. \| \| Sofia Arvidssonová Urszula Radwańská \| 6 1 \| 6 2 \| \| \| \| 2. \| \| Johanna Larssonová Agnieszka Radwańská \| 1 6 \| 0 6 \| \| \| \| 3. \| \| Sofia Arvidssonová / Johanna Larssonová Magda Linetteová / Alicja Rosolská \| 6 4 \| 6 3 \| \| \| \| \| \| \| \| \| \| \| \| \| \| \| \| \| \| \| \| \| \| \| \| \| \| \| \| \| \| \| \| \| \| \| \| \| \| \| \| \| \| \| |         |                                                                            |     |        |    |  |
| |         |                                                                            | 1.  | 2.     | 3. |  |
| 1. |         | Sofia Arvidssonová Urszula Radwańská                                       | 6 1 | 6 2    |    |  |
| 2. |         | Johanna Larssonová Agnieszka Radwańská                                     | 1 6 | 0 6    |    |  |
| 3. |         | Sofia Arvidssonová / Johanna Larssonová Magda Linetteová / Alicja Rosolská | 6 4 | 6 3    |    |  |
| |         |                                                                            |     |        |    |  |
| |         |                                                                            |     |        |    |  |
| |         |                                                                            |     |        |    |  |
| |         |                                                                            |     |        |    |  |
| |         |                                                                            |     |        |    |  |

## Zápasy o 5. místo
Třetí týmy bloků sehrály zápasy o dělené páté a dělené sedmé místo.

### Bulharsko vs. Portugalsko
| | Bulharsko | 0 :                                                                                         | 2   | Portugalsko |    |            |
| --- | --------- | ------------------------------------------------------------------------------------------- | --- | ----------- | -- | ---------- |
| Municipal Tennis Club, Ejlat, Izrael 5. února 2012 tvrdý (venku) |           |                                                                                             |     |             |    |            |
| \| \| \| \| 1. \| 2. \| 3. \| \| \| -- \| \| ------------------------------------------------------------------------------------------- \| --- \| --- \| -- \| ---------- \| \| 1. \| \| Isabella Šinikovová Maria João Köhlerová \| 3 6 \| 5 7 \| \| \| \| 2. \| \| Dia Jevtimovová Michelle Larcherová de Britová \| 1 6 \| 1 6 \| \| \| \| 3. \| \| Dia Jevtimovová / Isabella Šinikovová Maria João Köhlerová / Michelle Larcherová de Britová \| \| \| \| nehrálo se \| \| \| \| \| \| \| \| \| \| \| \| \| \| \| \| \| \| \| \| \| \| \| \| \| \| \| \| \| \| \| \| \| \| \| \| \| \| \| \| \| |           |                                                                                             |     |             |    |            |
| |           |                                                                                             | 1.  | 2.          | 3. |            |
| 1. |           | Isabella Šinikovová Maria João Köhlerová                                                    | 3 6 | 5 7         |    |            |
| 2. |           | Dia Jevtimovová Michelle Larcherová de Britová                                              | 1 6 | 1 6         |    |            |
| 3. |           | Dia Jevtimovová / Isabella Šinikovová Maria João Köhlerová / Michelle Larcherová de Britová |     |             |    | nehrálo se |
| |           |                                                                                             |     |             |    |            |
| |           |                                                                                             |     |             |    |            |
| |           |                                                                                             |     |             |    |            |
| |           |                                                                                             |     |             |    |            |
| |           |                                                                                             |     |             |    |            |

### Maďarsko vs. Rumunsko
| | Maďarsko | 0 :                                                                                | 2   | Rumunsko |    |            |
| --- | -------- | ---------------------------------------------------------------------------------- | --- | -------- | -- | ---------- |
| Municipal Tennis Club, Ejlat, Izrael 5. února 2012 tvrdý (venku) |          |                                                                                    |     |          |    |            |
| \| \| \| \| 1. \| 2. \| 3. \| \| \| -- \| \| ---------------------------------------------------------------------------------- \| --- \| ---- \| -- \| ---------- \| \| 1. \| \| Katalin Marosiová Mihaela Buzărnescuová \| 2 6 \| 6 78 \| \| \| \| 2. \| \| Réka-Luca Janiová Simona Halepová \| 2 6 \| 3 6 \| \| \| \| 3. \| \| Vaszilisza Bulgakovová / Katalin Marosiová Mihaela Buzărnescuová / Simona Halepová \| \| \| \| nehrálo se \| \| \| \| \| \| \| \| \| \| \| \| \| \| \| \| \| \| \| \| \| \| \| \| \| \| \| \| \| \| \| \| \| \| \| \| \| \| \| \| \| |          |                                                                                    |     |          |    |            |
| |          |                                                                                    | 1.  | 2.       | 3. |            |
| 1. |          | Katalin Marosiová Mihaela Buzărnescuová                                            | 2 6 | 6 78     |    |            |
| 2. |          | Réka-Luca Janiová Simona Halepová                                                  | 2 6 | 3 6      |    |            |
| 3. |          | Vaszilisza Bulgakovová / Katalin Marosiová Mihaela Buzărnescuová / Simona Halepová |     |          |    | nehrálo se |
| |          |                                                                                    |     |          |    |            |
| |          |                                                                                    |     |          |    |            |
| |          |                                                                                    |     |          |    |            |
| |          |                                                                                    |     |          |    |            |
| |          |                                                                                    |     |          |    |            |

## Zápas o 9. místo
Třetí týmy bloků sehrály zápas o dělené deváté a jedenácté místo. Izrael neměl v utkání o umístění soupeře, protože blok A obsahoval pouze tři týmy a Estonsko, které skončilo na posledním třetím místě hrálo v zápase o udržení. Proto bylo Izraeli automaticky přiznáno dělené 9. místo, jako vítěznému týmu této baráže. 

### Bosna a Hercegovina vs. Chorvatsko
| | Bosna a Hercegovina | 0 :                                                                   | 2   | Chorvatsko |    |            |
| --- | ------------------- | --------------------------------------------------------------------- | --- | ---------- | -- | ---------- |
| Municipal Tennis Club, Ejlat, Izrael 5. února 2012 tvrdý (venku) |                     |                                                                       |     |            |    |            |
| \| \| \| \| 1. \| 2. \| 3. \| \| \| -- \| \| --------------------------------------------------------------------- \| --- \| --- \| -- \| ---------- \| \| 1. \| \| Anita Husarićová Donna Vekićová \| 2 6 \| 0 6 \| \| \| \| 2. \| \| Jasmina Tinjićová Tereza Mrdežová \| 0 1 \| \| \| skreč \| \| 3. \| \| Anita Husarićová / Jasmina Tinjićová Petra Martićová / Ani Mijačiková \| \| \| \| nehrálo se \| \| \| \| \| \| \| \| \| \| \| \| \| \| \| \| \| \| \| \| \| \| \| \| \| \| \| \| \| \| \| \| \| \| \| \| \| \| \| \| \| |                     |                                                                       |     |            |    |            |
| |                     |                                                                       | 1.  | 2.         | 3. |            |
| 1. |                     | Anita Husarićová Donna Vekićová                                       | 2 6 | 0 6        |    |            |
| 2. |                     | Jasmina Tinjićová Tereza Mrdežová                                     | 0 1 |            |    | skreč      |
| 3. |                     | Anita Husarićová / Jasmina Tinjićová Petra Martićová / Ani Mijačiková |     |            |    | nehrálo se |
| |                     |                                                                       |     |            |    |            |
| |                     |                                                                       |     |            |    |            |
| |                     |                                                                       |     |            |    |            |
| |                     |                                                                       |     |            |    |            |
| |                     |                                                                       |     |            |    |            |

## Zápasy o udržení
Poslední týmy bloků sehrály zápas o udržení. Poražení sestoupili do 2. skupiny zóny Evropy a Afriky pro rok 2013.

### Estonsko vs. Nizozemsko
| | Estonsko | 1 :                                                                              | 2   | Nizozemsko |     |  |
| --- | -------- | -------------------------------------------------------------------------------- | --- | ---------- | --- |  |
| Municipal Tennis Club, Ejlat, Izrael 5. února 2012 tvrdý (venku) |          |                                                                                  |     |            |     |  |
| \| \| \| \| 1. \| 2. \| 3. \| \| \| -- \| \| -------------------------------------------------------------------------------- \| --- \| ---- \| --- \| \| \| 1. \| \| Eva Paalmová Kiki Bertensová \| 2 6 \| 2 6 \| \| \| \| 2. \| \| Anett Kontaveitová Bibiane Schoofsová \| 4 6 \| 7 63 \| 6 1 \| \| \| 3. \| \| Tatjana Vorobjovová / Anett Kontaveitová Kiki Bertensová / Michaëlla Krajiceková \| 0 6 \| 0 6 \| \| \| \| \| \| \| \| \| \| \| \| \| \| \| \| \| \| \| \| \| \| \| \| \| \| \| \| \| \| \| \| \| \| \| \| \| \| \| \| \| \| \| |          |                                                                                  |     |            |     |  |
| |          |                                                                                  | 1.  | 2.         | 3.  |  |
| 1. |          | Eva Paalmová Kiki Bertensová                                                     | 2 6 | 2 6        |     |  |
| 2. |          | Anett Kontaveitová Bibiane Schoofsová                                            | 4 6 | 7 63       | 6 1 |  |
| 3. |          | Tatjana Vorobjovová / Anett Kontaveitová Kiki Bertensová / Michaëlla Krajiceková | 0 6 | 0 6        |     |  |
| |          |                                                                                  |     |            |     |  |
| |          |                                                                                  |     |            |     |  |
| |          |                                                                                  |     |            |     |  |
| |          |                                                                                  |     |            |     |  |
| |          |                                                                                  |     |            |     |  |

### Řecko vs. Lucembursko
| | Řecko | 1 :                                                                        | 2   | Lucembursko |        |  |
| --- | ----- | -------------------------------------------------------------------------- | --- | ----------- | ------ |  |
| Municipal Tennis Club, Ejlat, Izrael 5. února 2012 tvrdý (venku) |       |                                                                            |     |             |        |  |
| \| \| \| \| 1. \| 2. \| 3. \| \| \| -- \| \| -------------------------------------------------------------------------- \| --- \| --- \| ------ \| \| \| 1. \| \| Agni Stefanouová Claudine Schaulová \| 4 6 \| 2 6 \| \| \| \| 2. \| \| Despina Papamichailová Anne Kremerová \| 5 7 \| 6 4 \| 7 5 \| \| \| 3. \| \| Despina Papamichailová / Maria Sakkari Anne Kremerová / Claudine Schaulová \| 6 3 \| 2 6 \| 68 710 \| \| \| \| \| \| \| \| \| \| \| \| \| \| \| \| \| \| \| \| \| \| \| \| \| \| \| \| \| \| \| \| \| \| \| \| \| \| \| \| \| \| |       |                                                                            |     |             |        |  |
| |       |                                                                            | 1.  | 2.          | 3.     |  |
| 1. |       | Agni Stefanouová Claudine Schaulová                                        | 4 6 | 2 6         |        |  |
| 2. |       | Despina Papamichailová Anne Kremerová                                      | 5 7 | 6 4         | 7 5    |  |
| 3. |       | Despina Papamichailová / Maria Sakkari Anne Kremerová / Claudine Schaulová | 6 3 | 2 6         | 68 710 |  |
| |       |                                                                            |     |             |        |  |
| |       |                                                                            |     |             |        |  |
| |       |                                                                            |     |             |        |  |
| |       |                                                                            |     |             |        |  |
| |       |                                                                            |     |             |        |  |

## Konečné pořadí
| Pořadí    | Tým                 |
| --------- | ------------------- |
| Postup    | Velká Británie      |
| Postup    | Švédsko             |
| 3. místo  | Rakousko            |
| 3. místo  | Polsko              |
| 5. místo  | Portugalsko         |
| 5. místo  | Rumunsko            |
| 7. místo  | Bulharsko           |
| 7. místo  | Maďarsko            |
| 9. místo  | Izrael              |
| 9. místo  | Chorvatsko          |
| 11. místo | Bosna a Hercegovina |
| 12. místo | Nizozemsko          |
| 12. místo | Lucembursko         |
| Sestup    | Estonsko            |
| Sestup    | Řecko               |

- Velká Británie a Švédsko postoupily do baráže o účast ve Světové skupině II pro rok 2013.
- Estonsko a Řecko sestoupily do 2. skupiny zóny Evropy a Afriky pro rok 2013.